# Tchads regering
Tchads regering er blevet styret af Idriss Déby og hans Mouvement patriotique du Salut siden 2. december 1990, og officielt siden 28. februar 1991. En forfatningsændring af Tchads konstitution, i 2005, tillod Déby at stille til genvalg i en tredje periode.